# ماینو نری
ماینو نری (به ایتالیایی: Maino Neri) بازیکن فوتبال و اهل ایتالیا است که از سال ۱۹۴۸ میلادی عضو تیم ملی فوتبال ایتالیا بوده و در ۸ بازی ملی حضور داشته‌است. او در بازی‌های ملی‌اش گلی به ثمر نرساند.
ماینو نری آخرین بازی ملی خود را در سال ۱۹۵۴ میلادی انجام داد.